# Li Zhanshu
Li Zhanshu, född 30 augusti 1950 i Pingshan i Hebei, är en kinesisk kommunistisk politiker på ledande nivå.
Han gick med i Kinas kommunistiska parti i april 1975. Han har varit chef för Centralkommitténs allmänna kontor och ordförande i Nationella folkkongressens ständiga utskott. Han var ledamot i politbyrån i Kinas kommunistiska parti 2012-2022 och satt i politbyråns ständiga utskott åren 2017-2022.